# Задвірська сільська рада
| Задвірська сільська рада — орган місцевого самоврядування у Буському районі Львівської області з адміністративним центром у с. Задвір'я. Історична дата утворення: 17 вересня 1939 року. Водоймища на території, підпорядкованій даній раді: річка Яричівка. Сільській раді підпорядковані населені пункти: - с. Задвір'я - с. Богданівка - с. Полоничі - с. Полтва |

## Склад ради
Рада складається з 16 депутатів та голови.

### Керівний склад ради
| ПІБ                    | Основні відомості                                                 | Дата обрання | Дата звільнення |
| ---------------------- | ----------------------------------------------------------------- | ------------ | --------------- |
| Дума Тарас Зіновійович | Сільський голова, 1977 року народження, освіта, безпартійний      | 26.03.2006   | 31.10.2010      |
| Дума Тарас Зеновійович | Сільський голова, 1959 року народження, освіта вища, безпартійний | 31.10.2010   |                 |

Примітка: таблиця складена за даними джерела